# Forte Braschi
Forte Braschi è uno dei 15 forti di Roma, edificati nel periodo compreso fra gli anni 1877 e 1891 per costituire il "Campo trincerato di Roma". Si trova nel quartiere Q. XIV Trionfale, nel territorio del Municipio Roma XIV.

## Storia
Fu costruito a partire dal 1877 e terminato nel 1881, su una superficie di 8,2 ettari, su via della Pineta Sacchetti. L'area sulla quale fu realizzato apparteneva al cardinale Braschi, dal quale prende il nome. Era una delle 15 strutture difensive del Regio Esercito che componevano il campo trincerato, per rispondere ad un eventuale attacco alla città. Terminò la sua funzione nel 1919. 
È stato sede della caserma "Casal Forte Braschi", occupata da unità militari, e ha ospitato dal 1925 i servizi segreti italiani, cominciando con il Servizio informazioni militare (SIM).
Il 29 maggio 1931 vi venne fucilato l'anarchico Michele Schirru, condannato per aver progettato un attentato contro Mussolini.
Nel secondo dopoguerra fu quindi sede del SIFAR e poi del SID. 
Dal 1977 al 2007 è stato sede del centro operativo dell'intelligence militare, il SISMI. Attualmente è la sede del Raggruppamento unità difesa ed è intitolato a Nicola Calipari.